# Plethodontohyla
Genre
Synonymes
- Callula Günther, 1877
- Mantipus Peters, 1883
- Phrynocara Peters, 1883
- Mantiphrys Mocquard, 1895

Plethodontohyla est un genre d'amphibiens de la famille des Microhylidae.

## Répartition
Les dix espèces de ce genre sont endémiques de Madagascar.

## Liste des espèces
Selon Amphibian Species of the World (31 mars 2020) :
- Plethodontohyla alluaudi (Mocquard, 1901)
- Plethodontohyla bipunctata (Guibé, 1974)
- Plethodontohyla brevipes Boulenger, 1882
- Plethodontohyla fonetana Glaw, Köhler, Bora, Rabibisoa, Ramilijaona & Vences, 2007
- Plethodontohyla guentheri Glaw & Vences, 2007
- Plethodontohyla inguinalis Boulenger, 1882
- Plethodontohyla matavy (D'Cruze, Köhler, Vences & Glaw, 2010)
- Plethodontohyla mihanika Vences, Raxworthy, Nussbaum & Glaw, 2003
- Plethodontohyla notosticta (Günther, 1877)
- Plethodontohyla ocellata Noble & Parker, 1926
- Plethodontohyla tuberata (Peters, 1883)

## Publications originales
- Boulenger, 1882 : Catalogue of the Batrachia Salientia s. Ecaudata in the collection of the British Museum, ed. 2, p. 1-503 (texte intégral).
- Günther, 1877 : Descriptions of some new Species of Reptiles from Madagascar. Annals and Magazine of Natural History, sér. 4, vol. 19, p. 313-317 (texte intégral).
- Peters, 1883 : Über Mantipus und Phrynocara, zwei neue Batrachiergattungen aus dem Hinterlasse des Reisenden J. M. Hildebrandt von Madagascar. Sitzungsberichte der Königlich Preussischen Akademie der Wissenschaften zu Berlin, vol. 1883, p. 165-168.
- Mocquard, 1895 : Sur une collection de reptiles recueillis à Madagascar par MM. Alluaud et Belly. Bulletin de la Société Philomathique de Paris, sér. 8, vol. 7, p. 112-136 (texte intégral).